# Amazonomàquia

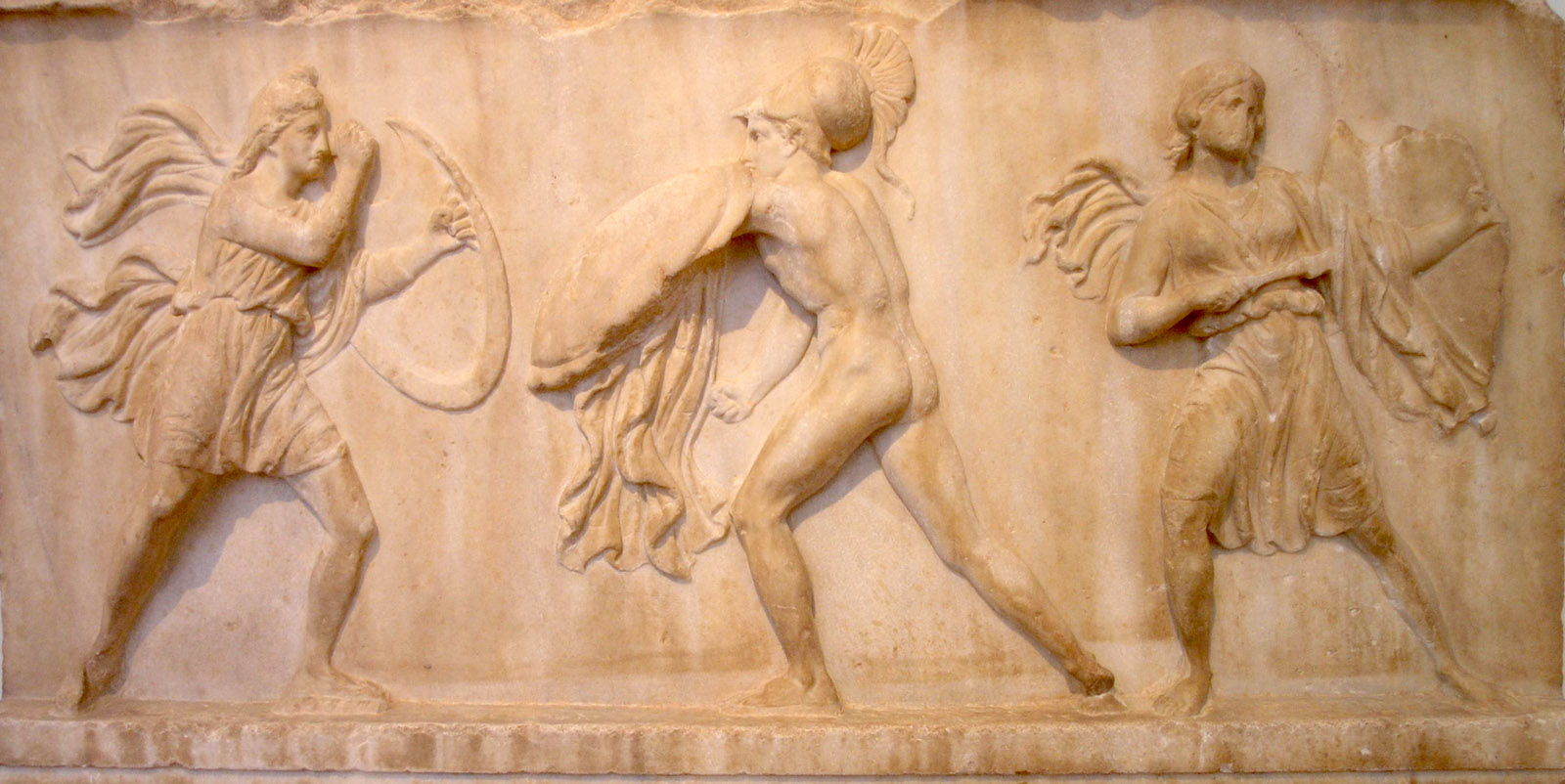
Baix relleu àtic, Museu Arqueològic Nacional d'Atenes.

L'Amazonomàquia literalment «el combat de les amazones», és un tema iconogràfic freqüent a l'antiguitat grega i romana, que es troba representat tant en vasos ceràmics com baixos relleus de monuments o de sarcòfags.
Es tracta de representacions de combats d'aquest poble mític de dones guerreres amb els grecs, i sobre tot d'escenes amb els herois següents: Teseu, que va capturar la seva reina Hipòlita (o Antíope segons els autors), Aquil·les, triomfant sobre Pentesilea davant de Troia, o també Hèracles.
Segons la teoria més acceptada, es considera que vivien més enllà dels escites.

## Simbolisme de l'amazonomàquia
L'amazonomàquia representa l'ideal grec de la civilització. Les amazones es presenten com una carrera salvatge i bàrbara, mentre que els grecs van ser retratats com una raça civilitzada del progrès humà. D'acord amb Bruno Snell l'amazonomàquia: 
| « | Per als grecs, la titanomàquia i la batalla contra els gegants van ser símbols de la victòria que el seu propi món havia guanyat d'un univers estrany; juntament amb les batalles contra les amazones i els centaures que van continuar per senyalitzar la conquesta grega de tot bàrbar, de tota monstruositat i grolleria. | » |

## Obres destacades
La primera representació d'un guerrer grec lluitant contra una amazona apareix en un escut votiu de terracota cap al 700 aC però al no haver cap inscripció ni atribut distintiu, no se sap si el guerrer representa a Hèracles, Aquil·les, Teseu o Bel·lerofont. A Roma, les representacions de les amazones, s'introdueixen a partir del segle I en petits frisos de terracota.
Entre els monuments més cèlebres que consta en la seva decoració una amazonomàquia, es poden citar, en ordre cronològic: 
- destacan els relleus de les metopes del Partenó d'Atenes, fetas per Fídies
- el temple d'Apol·lo a Eretria;
- el Tresor dels atenesos a Delfos;
- el Temple d'Apol·lo Epicur de Bassae;
- al sarcòfag etrusc de les amazones, a la tomba d'Orc II, a Tarquínia, les amazones apareixen derrotant els grecs (320 aC).[1]
- el Mausoleu d'Halicarnàs
- l'Altar de Zeus a Pèrgam

## Galeria

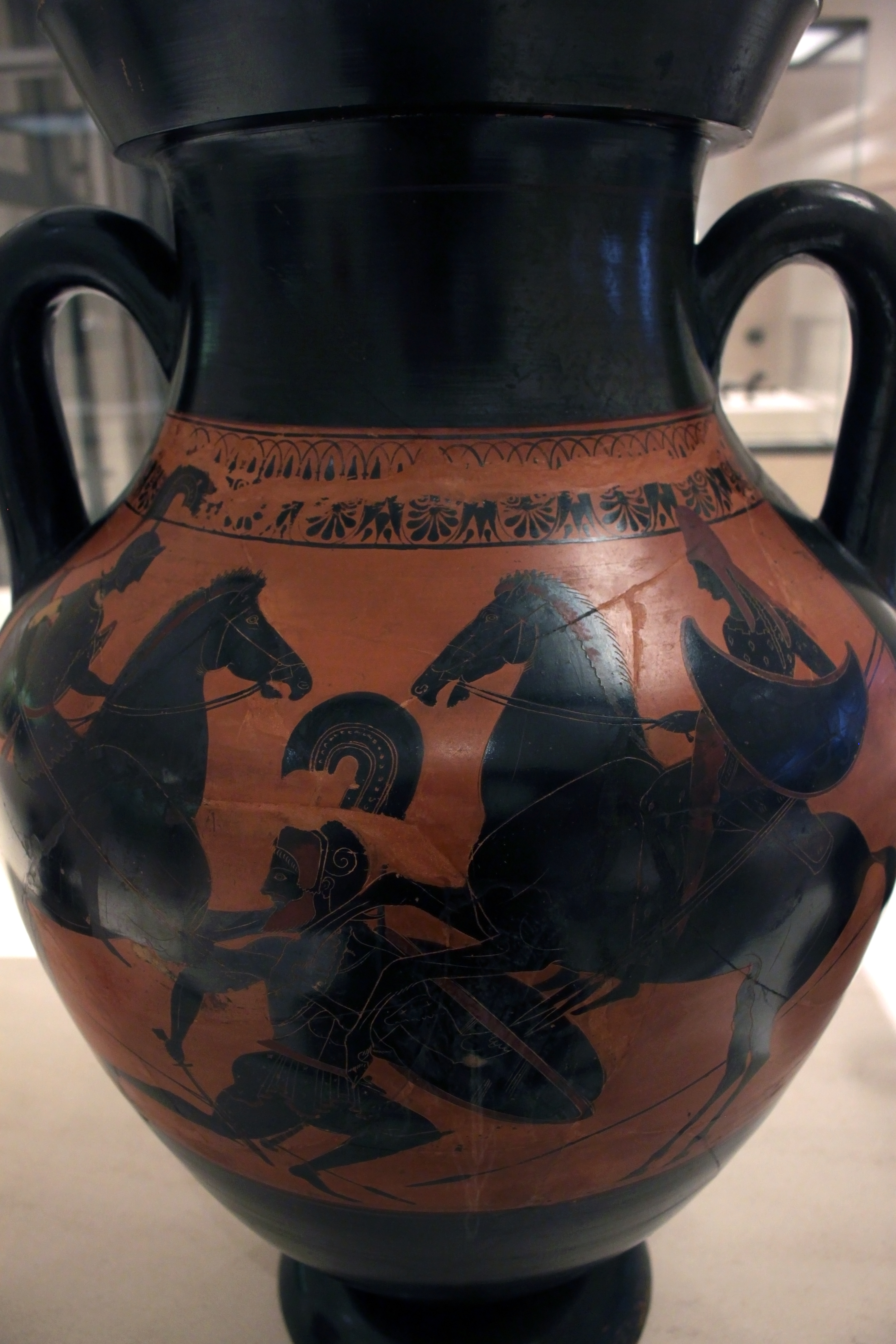
Amazonomàquia: àmfora d'Atenes, c. 530-525 aC, fundada a Volci (Etruria). La decoració s'atribueix a Psiax. Actualment al Petit Palais, a París.
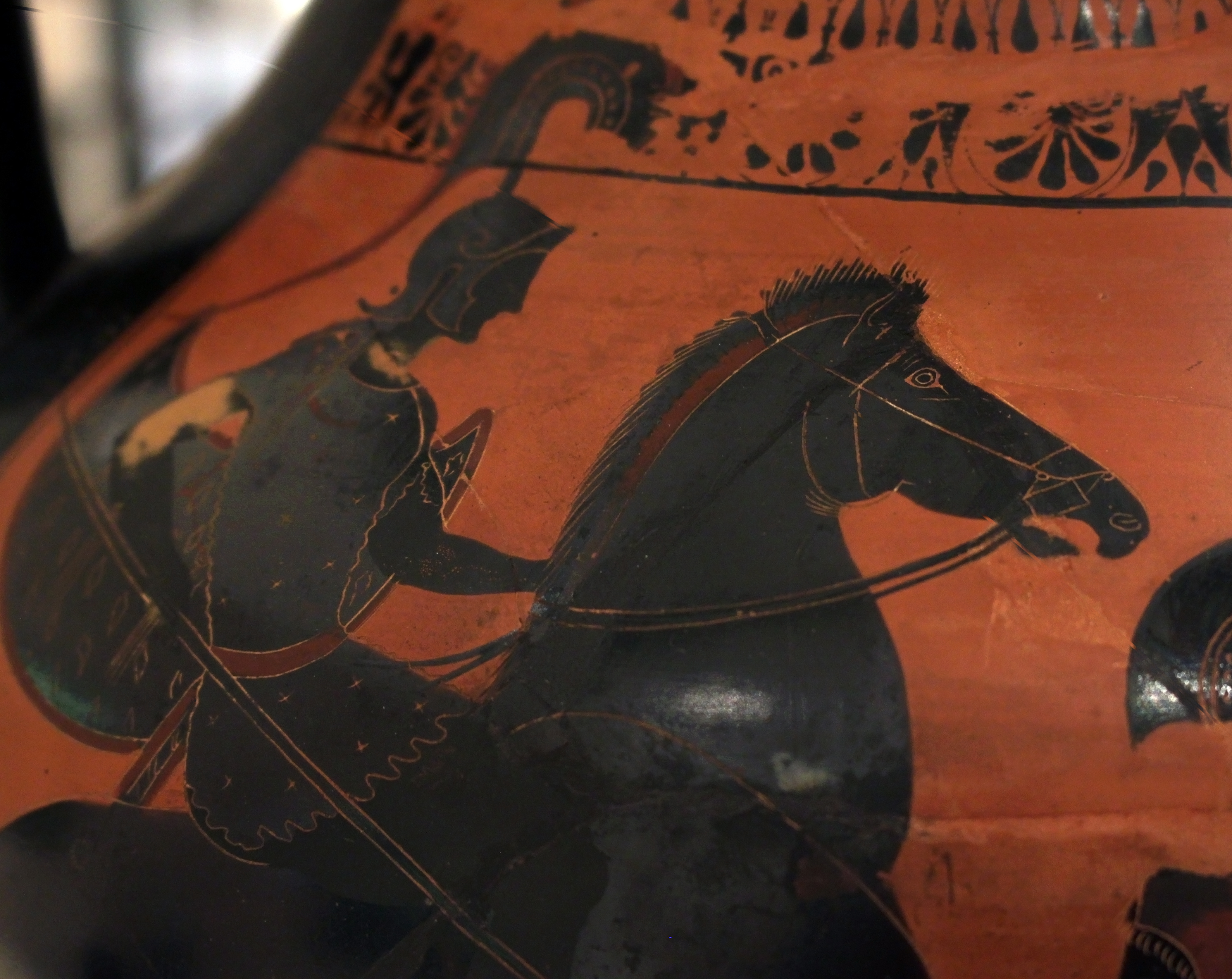
Àmfora en detall.
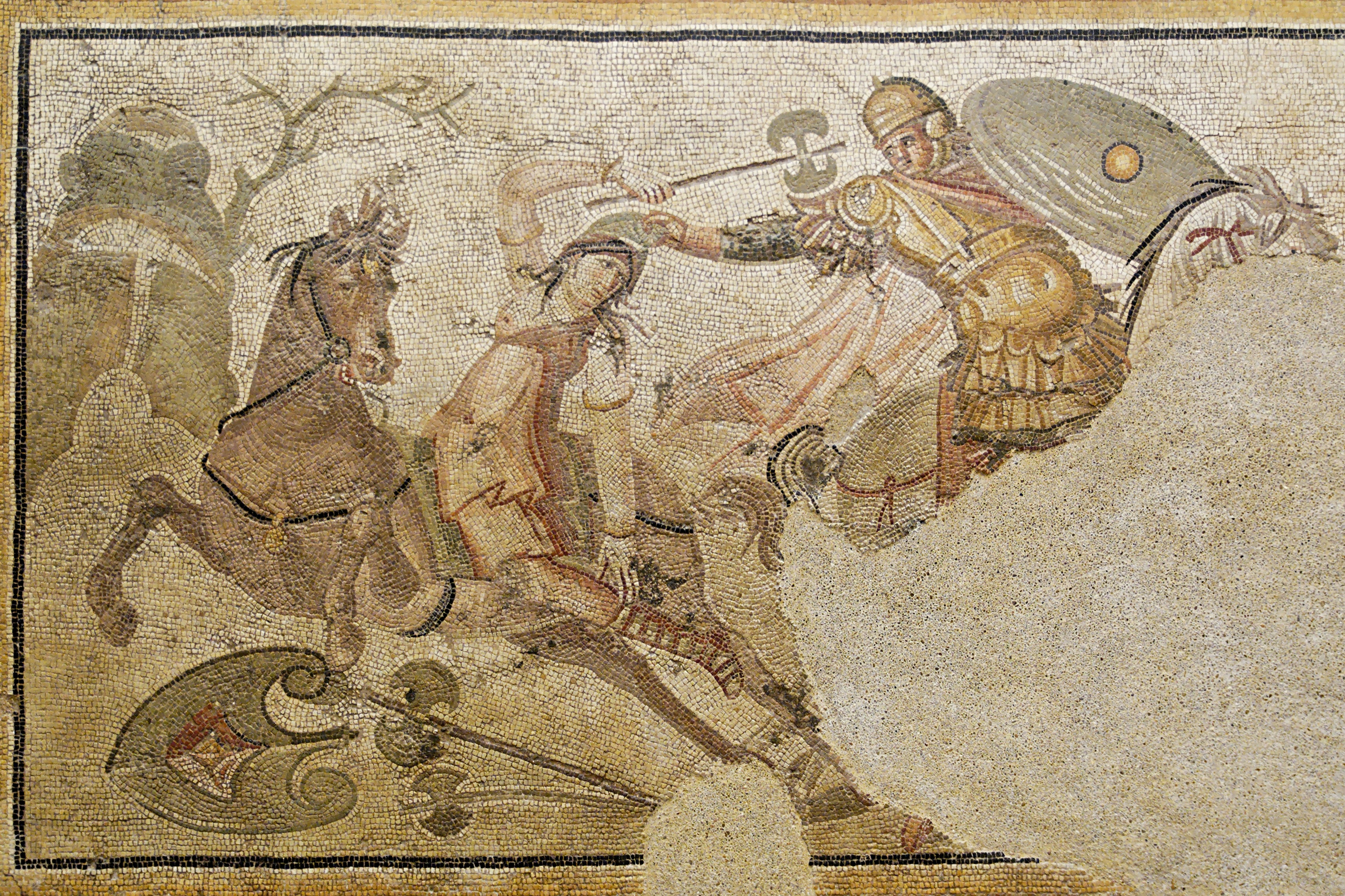
Amazonomàquia: mosaic d'Antioquia (l'antiga ciutat d'Antioquia), Turquia, segona meitat del segle iv aC, Museu del Louvre.
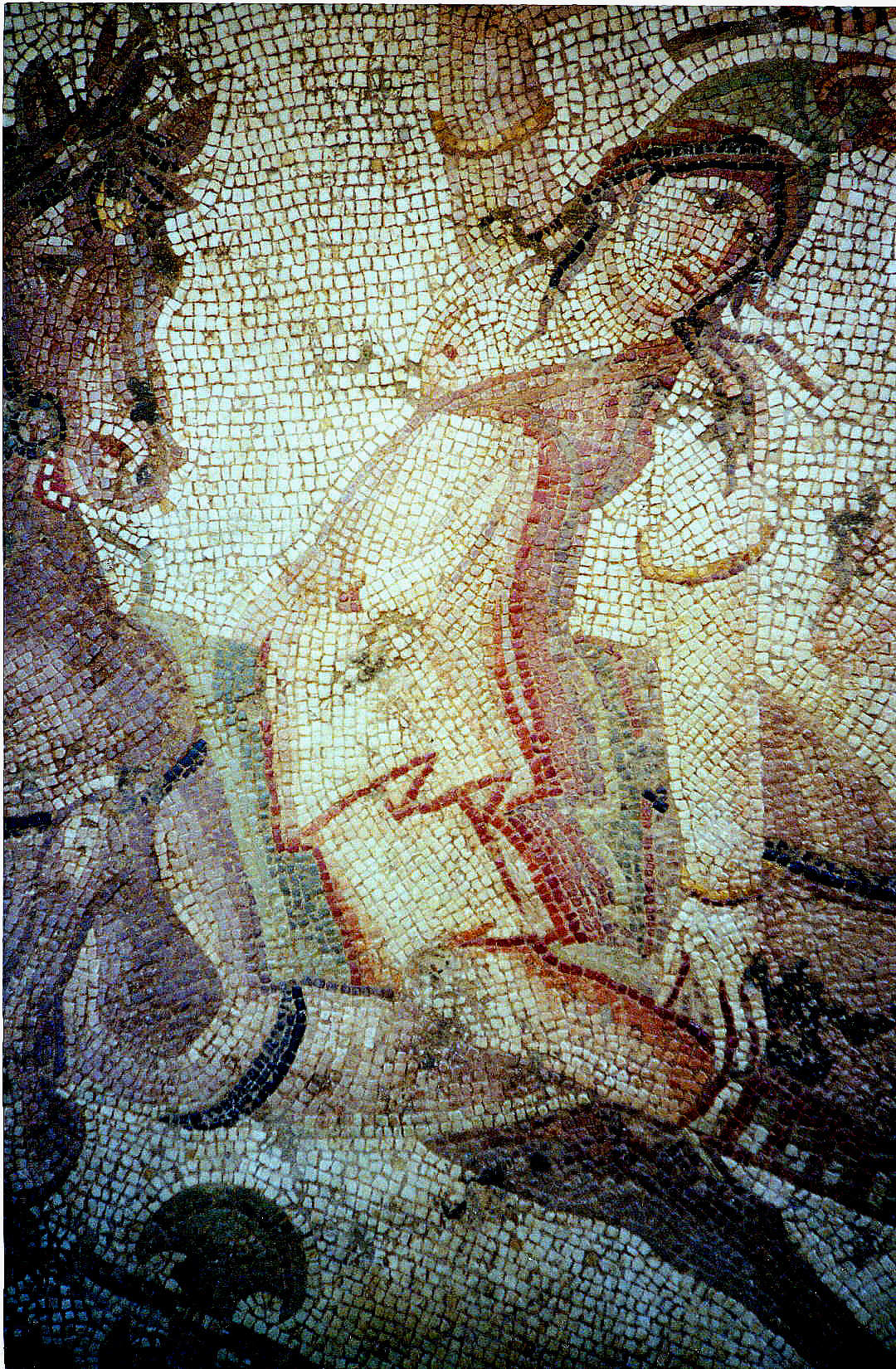
Mosaic en detall.
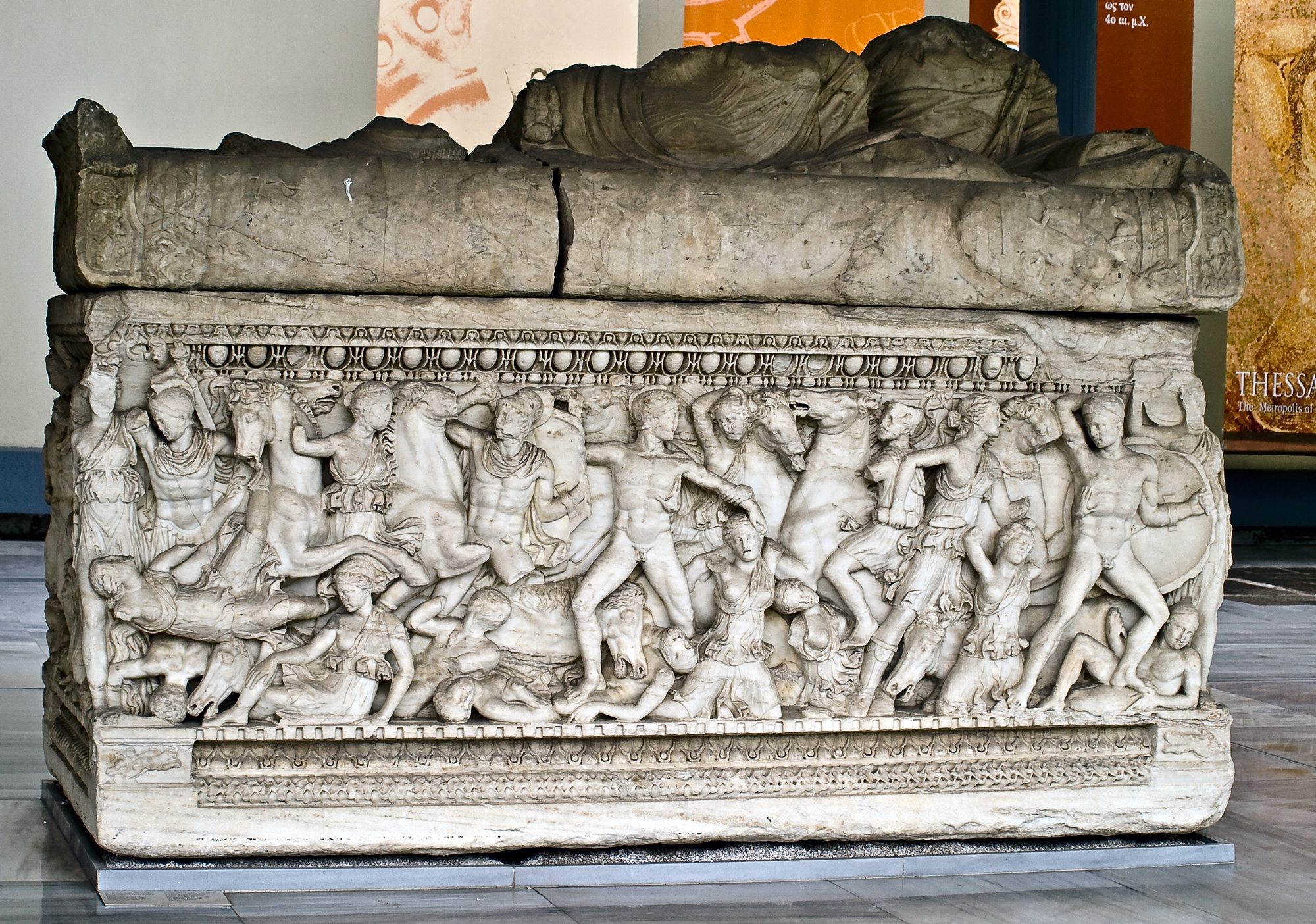
Amazonomàquia: sarcòfag de marbre, Museu Arqueològic de Tessalònica.
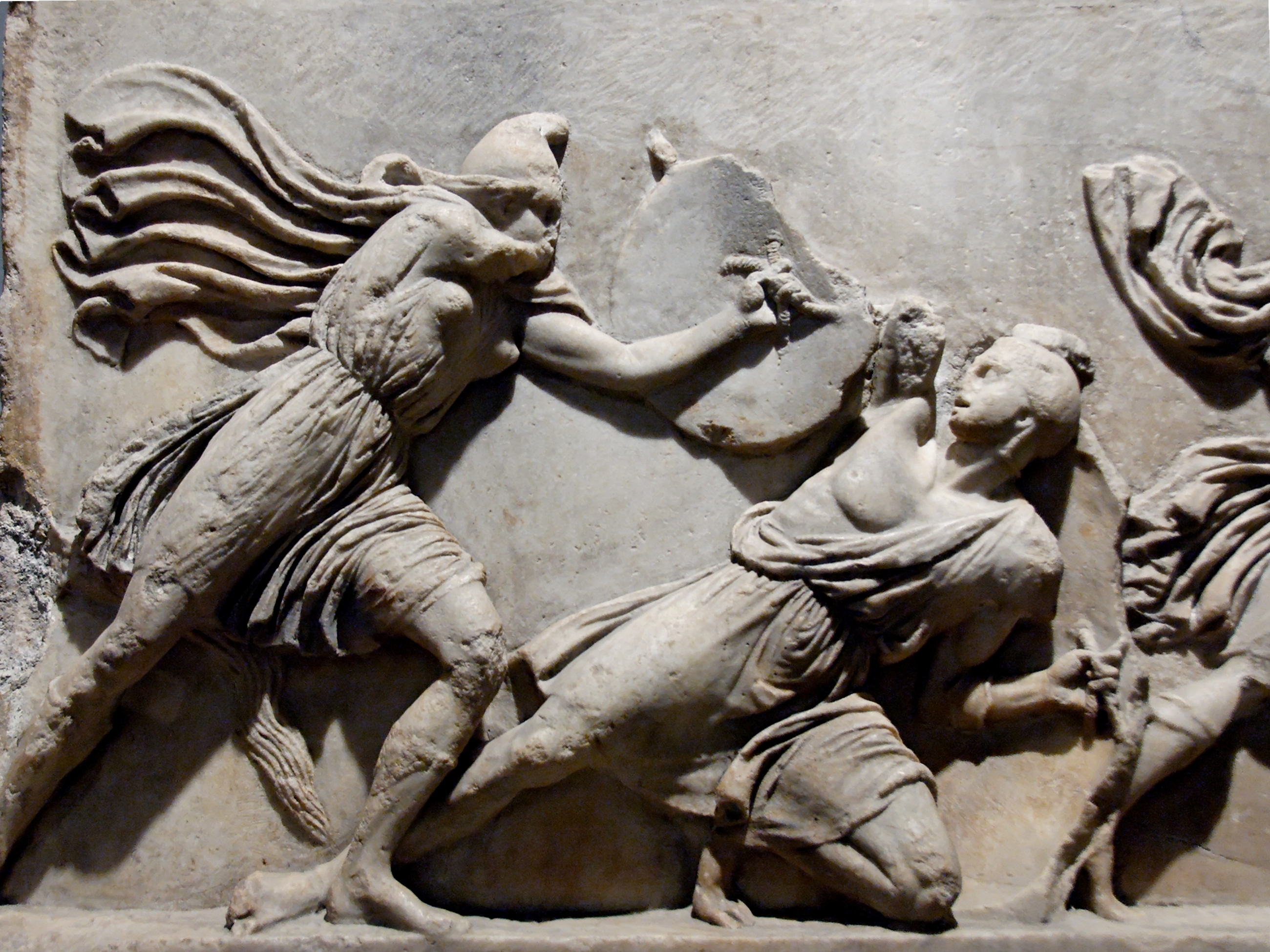
Figures en detall.